# 중화인민공화국의 원자력

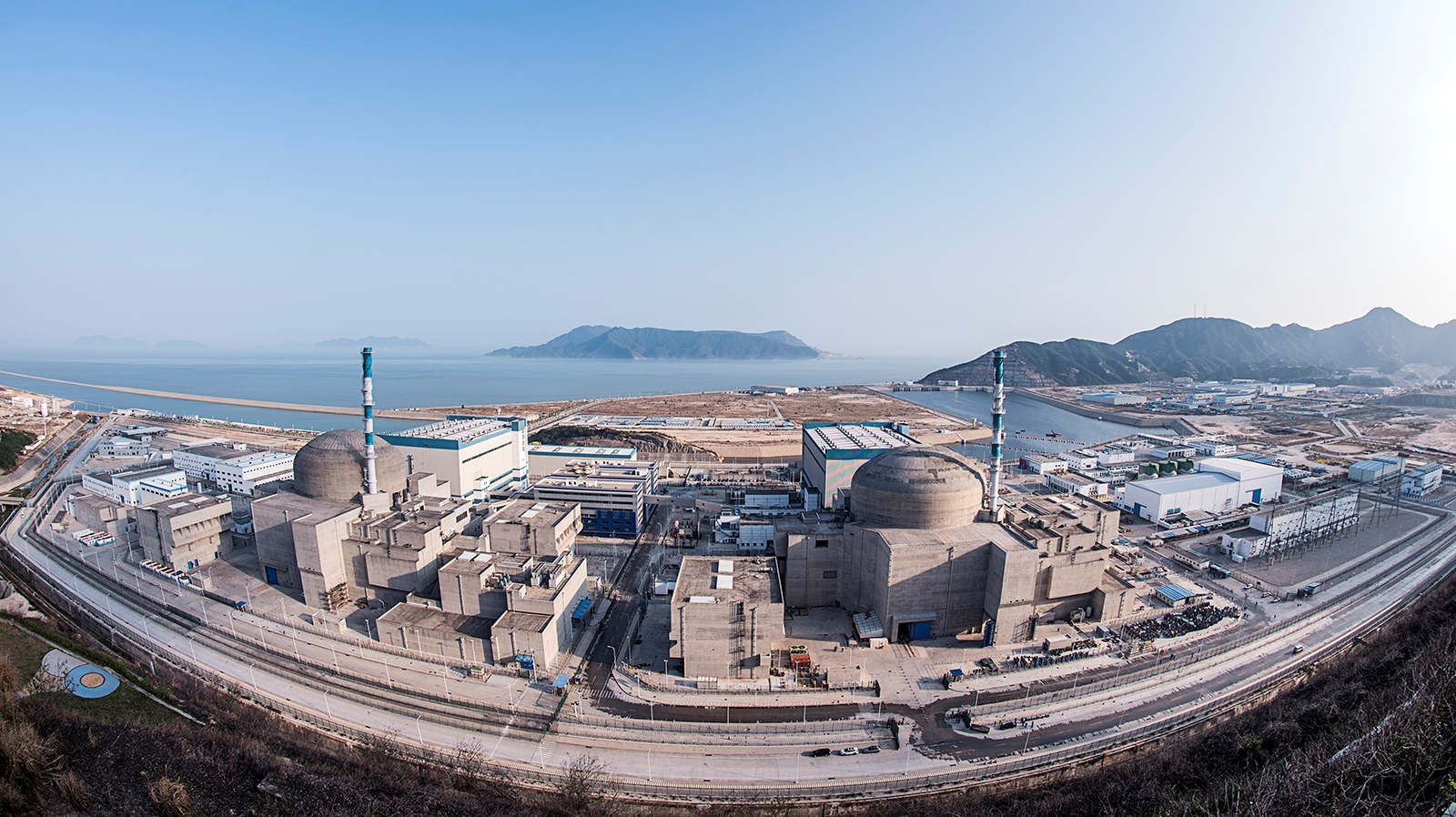
타이산 원자력 발전소 1호기와 2호기는 1750MWe급 EPR 원자로 2기이다.

중국국가핵안전국에 따르면, 2024년 12월 31일 현재 중국 본토에는 58개의 원자력 발전소가 가동 중이며, 이는 94개의 발전소를 보유한 미국에 이어 두 번째이다. 설비 용량은 60.88 GW로, 미국의 96.95 GW와 프랑스의 63.02 GW에 이어 세 번째로 높으며 2025년에는 프랑스를 추월할 것으로 예상된다. 총 설비 용량 32.31 GW의 추가 27개 발전소가 건설 중이며, 이는 18년 연속 세계 1위이다.
중국국가통계국에 따르면, 2024년 중국의 원자력 발전 총 설비 용량은 60.83 GW로 전국 총량의 1.82%를 차지한다. 450.85 TWh의 전력을 생산했으며 (전 세계 2위), 이는 전국 총량의 4.47%에 해당한다.
대기 질, 기후 변화, 화석 연료 부족에 대한 우려가 커지면서 원자력 발전은 석탄 발전의 대안으로 검토되어 왔다.
중국광핵집단은 2035년까지 150개의 원자로를 추가 건설하여 200 GW의 목표를 달성할 것이라고 밝혔다.
중국에는 주로 중국 북동부에서 활동하는 중국핵공업집단공사와 주로 중국 남동부에서 활동하는 중국광핵집단 (이전에는 중국 광둥 핵전력 집단으로 알려짐)이라는 두 개의 주요 원자력 발전 회사가 있다.
중국은 원자로 기술 제조 및 설계에서 자급자족을 극대화하는 것을 목표로 하지만, 국제 협력과 기술 이전도 장려한다.
가압수형 원자로와 같은 첨단 화룽 1호는 가까운 미래의 주류 기술이며, 화룽 1호는 해외 수출도 계획되어 있다. 중국은 2030년까지 일대일로 관련 국가에 최대 30기의 원자력 발전용 원자로를 건설할 계획이다.
2100년까지 1400 GW의 용량을 목표로, 21세기 중반에는 고속 중성자 원자로가 주요 기술이 될 것으로 예상된다.
중국은 국제열핵융합실험로 프로젝트에 참여하여 허페이시에 EAST라는 실험용 핵융합 원자로를 건설함으로써 핵융합 원자로 개발에 참여하고 있으며, 잠재적인 핵분열 대체 수단으로 토륨 연료 사이클에 대한 연구 개발도 진행하고 있다.

## 역사

### 1950–1958
냉전 시대에 베이징의 핵무기 개발 초기 동기는 주로 안보 목적 때문이었다. 1950년부터 1958년까지 중국의 핵 발전소 건설은 소련과의 협력에 크게 의존했다. 첫 번째 계획은 중소 비철금속 및 희귀금속 공사 설립과 베이징에 첫 번째 중앙 원자력 연구 시설인 원자력 연구소의 설립으로 시작되었다. 1955년 2월, 소련의 지원을 받아 신장성에 무기급 U-235 및 플루토늄 생산을 위한 화학 분리 공장이 건설되었고, 4월에는 창춘 원자력 연구소가 설립되었다. 몇 달 후인 1955년 4월 29일, 중소 원자력 협력 조약이 체결되었다.
중국핵공업집단공사 (CNNC)도 1955년에 설립되었다.
중국은 소련과의 협력 외에도 소련으로 학생들을 파견하여 핵 기술을 배우기 시작했다. 1958년 12월, 원자력 발전 개발은 과학기술 발전 12개년 계획 초안에서 최우선 과제가 되었다.

### 1959–1963
두 번째 단계는 원자력 발전 개발에서 완전한 자급자족을 목표로 하는 것이 특징이다. 1959년 6월, 소련은 중국에 대한 모든 형태의 핵 지원을 공식적으로 중단하고 소련 기술자들을 철수시켰다. 중국은 어려움을 겪었지만 대규모 연구와 투자를 통해 핵 발전 개발을 계속했다. 원자력 산업을 신속하게 강화하기 위해 중국공산당 중앙위원회는 중국이 핵 관련 활동에만 더 많은 자원을 투입해야 한다고 결정했다. 그 결과, 원자력 연구소는 모든 성, 주요 도시, 자치구에 연구 기관의 지부를 설립했다. 1963년 말까지 중국은 우라늄과 토륨 추출을 위한 40개 이상의 화학 분리 공장을 건설했다. 1961년과 1962년 사이에 중국은 미래 응용 분야를 통합하는 핵 개발에서 중요한 성과를 달성했다. 1959년부터 1963년까지 란저우에 대규모 300MW 원자로를 활용하는 기체 확산 플랜트가 건설 중이었다. 중국은 이 플랜트 건설에 15억 달러 이상을 투자한 것으로 추정된다.

### 1964 – 2012

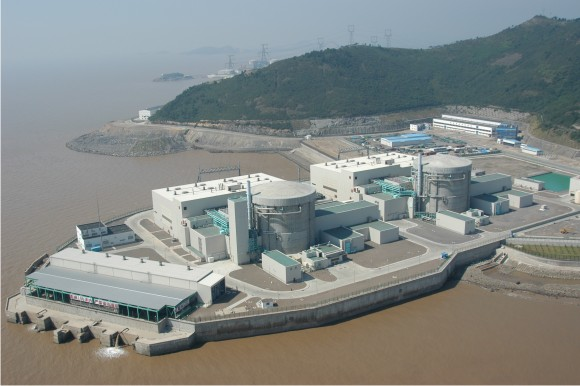
저장성 중국에 위치한 친산 원자력 발전소.

1950년대의 폭발적인 발전 이후, 중국의 핵 개발은 문화대혁명으로 인해 둔화되었을 가능성이 있으며, 1970년에는 단 한 차례의 핵실험만이 있었다.
1970년 2월 8일, 중국은 첫 번째 원자력 발전 계획을 발표했고, 728 연구소(현재 상하이 원자력 공학 연구 설계 연구소)가 설립되었다.
최초로 독자적으로 설계 및 건설된 원자력 발전소인 친산 원자력 발전소는 1984년에 건설되어 1991년 12월 15일에 성공적으로 전력망에 연결되었다. 원자로는 CNP-300형이다.
중국의 경제 개혁과 함께 중국은 전력 부문의 확장을 계속 요구했다. 중국의 제10차 5개년 계획 (2001–2005)의 핵심 에너지 정책은 "에너지 안보 보장, 에너지 믹스 최적화, 에너지 효율 개선, 생태 환경 보호"였다. 2002년까지 중국은 두 개의 원자력 발전소를 가동했다.(p. 197)
2007년 후진타오 정부는 중국 전체 설치 용량에서 원자력 에너지의 양을 두 배로 늘리는 목표를 설정했으며, 이는 중국 원자력 발전 부문에서 사업 기회의 큰 성장을 가져왔다.(pp. 100-101)
2012년 후진타오는 "에너지 안보와 기후 변화 보장에서 원자력 에너지의 대체 불가능한 역할"을 강조했다.(p. 201)

### 2013 – 현재
| Year | gigawatts |
| ---- | --------- |
| 2014 | 19.0      |
| 2015 | 26.8      |
| 2016 | 31.4      |
| 2017 | 34.5      |
| 2018 | 42.8      |
| 2019 | 45.5      |
| 2020 | 47.5      |
| 2021 | 50.0      |
| 2022 | 52.1      |
| 2023 | 53.2      |

2013년 핵 안전 계획은 2016년 이후부터 3세대 원자로 발전소만 건설을 시작하고, 그때까지는 아주 소수의 2세대+ 발전소만 건설을 시작할 것이라고 명시했다.
2014년 중국은 2020년까지 58GW의 용량을 확보할 계획이었다. 그러나 일본의 후쿠시마 제1원자력 발전소 사고 이후 재평가가 이루어지면서 2015년부터 건설이 시작된 발전소는 거의 없었으며, 이 목표는 달성되지 못했다.
2019년 중국은 2035년까지 200 GWe의 원자력 발전 용량을 목표로 삼았으며, 이는 예상 총 발전 용량 2600 GWe의 7.7%에 해당한다.
2020년 12월 말 기준, 중국 본토에서 가동 중인 원자력 발전소는 총 49개였으며, 총 설치 용량은 51 GWe로 설치 용량으로는 세계 3위, 2020년 발전량으로는 세계 2위를 기록했다. 건설 중인 원자력 발전소는 16개로, 건설 중인 발전소 수와 설치 용량 모두 여러 해 동안 세계 1위를 차지했다. 2035년까지 원자력 발전은 전체 전력 생산량의 10%를 차지할 계획이다.
2020년 현재 중국은 41개의 원자로 추가 계획과 168개의 원자로 건설 제안을 고려 중이다.(p. 197) 중국의 건설 중인 원자로는 전 세계 건설 중인 원자로의 27%를 차지했다.(p. 197) 적어도 2023년 현재, 중국의 원자력 발전 확장 목표는 모든 국가 중 가장 야심차다.(p. 197)
2024년, 정보기술혁신재단 싱크탱크는 중국이 상업용 원자력 발전 기술에서 세계적으로 선두를 달리거나 대등하며, 4세대 원자로 기술에서는 10~15년 앞서 있을 가능성이 있다고 밝혔다.

## 안전 및 규제
중국원자력관리국 (NNSA)은 중국원자력청 (CAEA) 산하의 면허 및 규제 기관으로, 안전 관련 국제 협약도 유지한다. 1984년에 설립되었으며 중화인민공화국 국무원에 직접 보고한다. AP1000과 관련하여 NNSA는 미국 원자력 규제 위원회와 긴밀히 협력한다. 중국은 1984년부터 국제 원자력 기구 (IAEA) 회원국이다.
중국은 2011년 10월까지 IAEA 팀으로부터 12차례의 운영 안전 검토 팀 (OSART) 임무를 요청하고 주최했으며, 각 발전소는 일반적으로 매년 한 번씩 OSART, WANO 동료 검토 또는 CNEA 동료 검토 (원자력 발전 운영 연구소와 함께)를 통해 외부 안전 검토를 받는다.
일본의 후쿠시마 제1원자력 발전소 사고 이후, 중국은 2011년 3월 16일 모든 원자력 발전소 승인을 동결하고 기존 원자로에 대한 '전면적인 안전 점검'을 실시할 것이라고 발표했다. 장리쥔 환경보호부 차관이 중국의 전반적인 원자력 에너지 전략은 계속될 것이라고 밝혔지만, 일부 평론가들은 추가적인 안전 관련 비용과 여론이 재생 에너지 프로그램 확장에 대한 재고를 야기할 수 있다고 제안했다.
중국의 현재 사용후핵연료 (SNF) 저장 방식은 2020년대 중반까지만 지속 가능하며, SNF를 처리하기 위한 정책이 개발되어야 한다.
2007년 중국 국가핵안전국은 3개의 국유기업에 원자력 발전소를 소유하고 운영할 권한을 부여했다: 중국핵공업집단공사, 중국광핵집단, 그리고 국가전력투자그룹.(p. 201-202)
2017년, 새로운 법률은 국가핵안전국의 권한을 강화하여 새로운 "기관 메커니즘", 더 명확한 "노동 분업" 및 더 많은 정보 공개를 창출했다.
라파엘 그로시 국제원자력기구 사무총장은 2023년 5월 첫 공식 방문에서 중국 핵 규제 기관인 중국원자력청과 여러 협약을 체결했다. 그로시 사무총장은 "중국은 IAEA의 가장 중요한 파트너 중 하나이자 원자력 에너지 분야의 세계적인 선두 주자"라고 말했다.

## 원자로 기술

### 수입 기술

#### CANDU 원자로
1998년 캐나다 원자력공사의 728MW CANDU-6 원자로 2기 건설이 친산 원자력 발전소에서 시작되었다. 첫 번째 원자로는 2002년에, 두 번째 원자로는 2003년에 가동을 시작했다. CANDU 원자로는 기존 원자로에서 나온 저급 재처리 우라늄을 연료로 사용할 수 있어 중국의 사용후핵연료 재고를 줄일 수 있다.

#### VVER

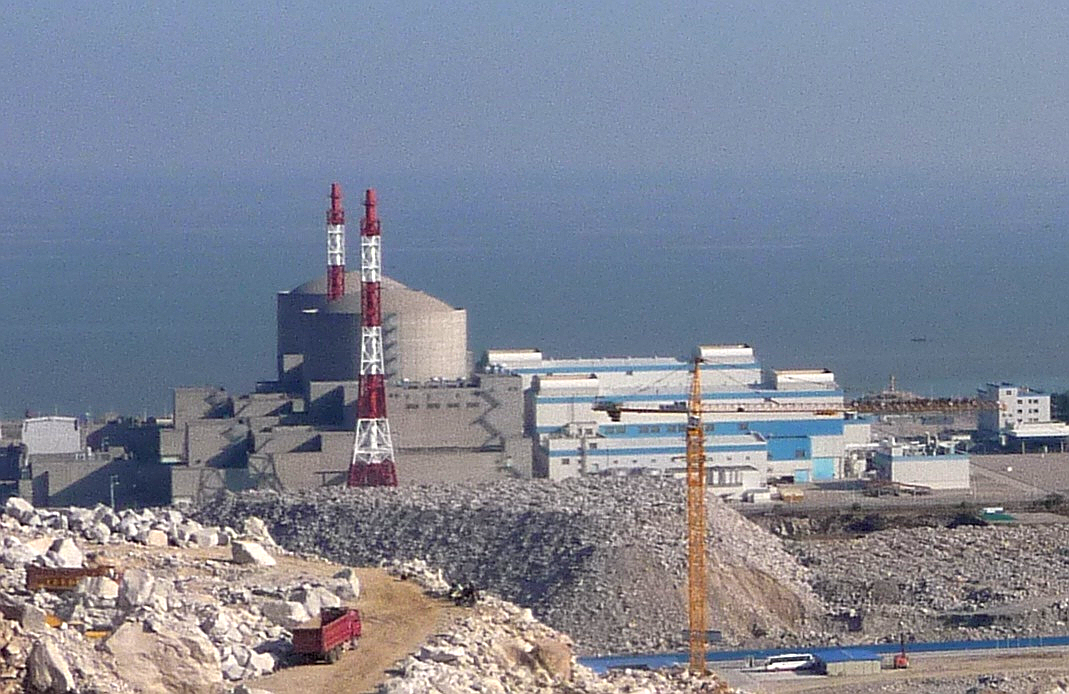
톈완 원자력 발전소의 첫 두 VVER-1000 단위.

러시아의 아톰스트로이엑스포르트는 1999년에 건설이 시작된 1060 MWe 용량의 검증된 VVER-1000 원자로의 V-428 버전을 사용하는 톈완 AES-91 발전소의 일반 계약자이자 장비 공급업체였다. 2012년에 시작된 두 개의 추가 톈완 발전소는 VVER-1000 원자로의 동일한 버전을 사용한다.
2019년 3월 7일, 중국핵공업집단공사 (CNNC)와 아톰스트로이엑스포르트는 톈완 원자력 발전소와 쉬다바오 원자력 발전소에 각각 2기씩 총 4기의 VVER-1200 건설에 대한 상세 계약을 체결했다. 건설은 2021년 5월에 시작될 예정이며, 모든 장치의 상업 운전은 2026년에서 2028년 사이에 이루어질 것으로 예상된다.

#### EPR
2007년, 프랑스 회사 아레바와 EPR 3세대 원자로에 대한 협상이 시작되었다. 타이산에 아레바 1660MWe EPR 원자로 2기가 2009년에 건설되기 시작했다.

#### AP1000

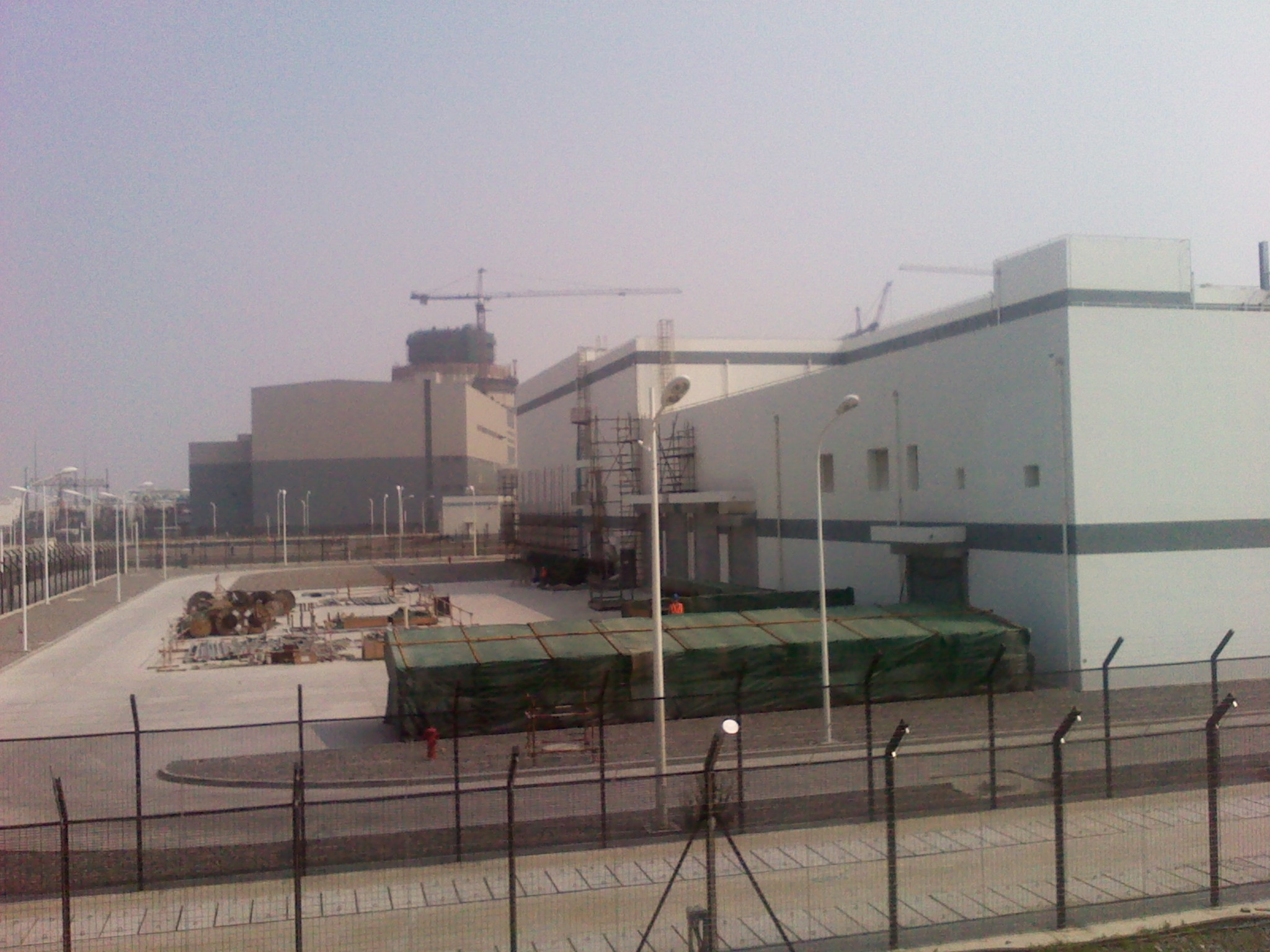
저장성 중국에 위치한 산먼 원자력 발전소.

웨스팅하우스 AP1000은 중국의 3세대 기술로의 전환에 주요 기반이 될 계획이었다.
2018년 7월, 4개의 AP1000 원자로 중 첫 번째가 전력망에 연결되었다.
2017년 웨스팅하우스의 파산 이후, 2019년 장저우에는 AP1000 대신 화룽 1호를 건설하기로 결정되었다.

### 중국 내 개발

#### CNP / ACP 시리즈
CNP 2세대 원자로 (및 3세대 원자로 후속 ACP)는 중국핵공업집단공사 (CNNC)에서 개발한 일련의 원자로이며, 현재의 화룽 1호 설계의 전신이다.
CNP 시리즈의 2세대 원자로는 중국에서 자체적으로 개발된 첫 번째 원자로 설계인 CNP-300 가압수형 원자로로 시작되었다. 첫 번째 장치는 1991년 친산 원자력 발전소에서 가동을 시작했다.
더 큰 버전의 원자로인 CNP-600은 CNP-300과 다야만 원자력 발전소에 사용된 M310 원자로 설계를 기반으로 개발되었다. 이 원자로는 창장 원자력 발전소에 설치되었으며, 2015년과 2016년에 각각 두 개의 장치가 가동되었다. 3세대 원자로인 ACP-600 후속 모델도 개발되었지만 건설된 것은 없다.
CNP 원자로의 3회로 1000MW 버전인 CNP-1000은 1990년대부터 웨스팅하우스와 프라마톰(현재 AREVA)의 도움을 받아 개발 중이었다. CNP-1000의 4개 장치는 나중에 푸칭 NPP에 건설되었다. CNP-1000에 대한 추가 작업은 ACP-1000을 선호하여 중단되었다.
2013년, 중국은 3세대 원자로 ACP-1000을 독자적으로 개발했다고 발표했으며, 중국 당국은 설계에 대한 완전한 지적 재산권을 주장했다. 화룽 1호 프로젝트의 성공으로 인해 현재까지 ACP-1000 원자로는 건설되지 않았다. CNNC는 원래 푸칭 원자로 5호기와 6호기에 ACP-1000을 사용할 계획이었으나 화룽 1호로 전환했다.

#### CPR-1000 / ACPR-1000
CPR-1000은 중국광핵집단 (CGN)이 개발한 2세대 원자로이다. 중국에서 가장 많은 원자로 유형으로 22개의 장치가 가동 중이다. 이 원자로 유형은 1990년대에 수입된 프랑스 900 MWe 3개 냉각 루프 설계를 중국에서 개발한 것으로, 대부분의 부품이 현재 중국에서 제조된다. 지적 재산권은 아레바에 있으며, 이는 CPR-1000의 해외 판매 잠재력에 영향을 미친다.
중국의 첫 번째 CPR-1000 원자력 발전소인 링아오-3은 2010년 7월 15일 전력망에 연결되었다.
이 설계는 중국 부품의 비중을 높여가며 점진적으로 건설되었다.
중국광둥핵전력사업의 슈궈강 총경리는 "우리는 링아오 2단계의 55%, 훙옌허의 70%, 닝더의 80%, 양장 발전소의 90%를 건설했다"고 말했다.
2010년, 중국광둥핵전력공사는 CPR-1000의 추가 설계 진화인 ACPR1000 설계를 발표했으며, 이는 3세대 원자로 수준으로 지적 재산권이 제한된 부품도 교체할 것이다.
CGNPC는 2013년까지 ACPR1000을 해외 수출할 수 있도록 독립적으로 판매하는 것을 목표로 삼았다.
중국에서는 여러 ACPR1000이 건설 중이지만, 수출용으로는 화룽 1호로 대체되었다.

#### 화룽 1호

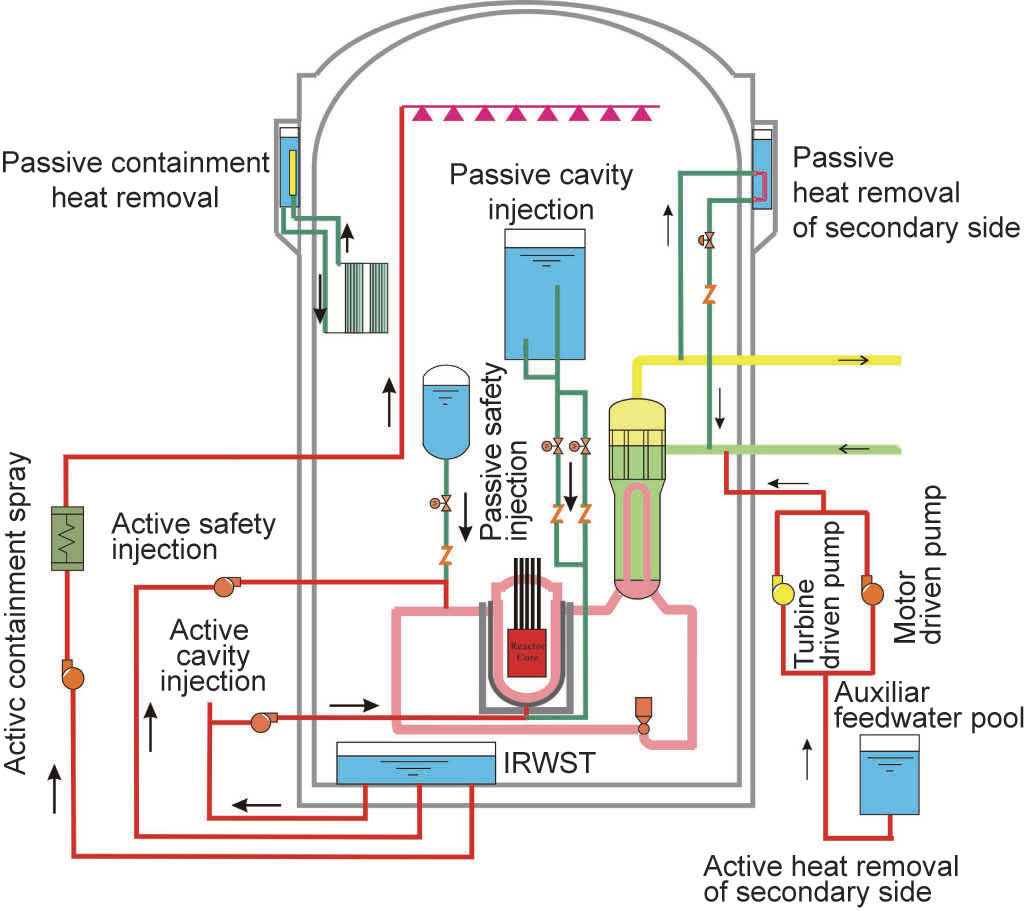
HPR1000 (화룽 1호)의 능동 및 수동 냉각 시스템
빨간색 선 - 능동 시스템
녹색 선 - 수동 시스템
IRWST - 격납 용기 내 재급유 저장 탱크

화룽 1호는 중국핵공업집단공사 (CNNC)와 중국광핵집단 (CGN)이 공동 개발한 것으로, CNNC의 3루프 ACP1000과 CGN의 ACPR1000을 기반으로 하며, 이들은 다시 프랑스 M310을 기반으로 한다.
2011년부터 중국핵공업집단공사는 중국 핵 규제 당국의 지시에 따라 자체 ACP-1000 원자력 발전소 설계를 CGN ACPR-1000 설계와 점진적으로 통합하면서 일부 차이점을 허용했다. 둘 다 다야만에 사용된 동일한 프랑스 M310 설계를 기반으로 하는 3루프 설계였지만, 서로 다른 개발 과정을 거쳤다(CNNC의 ACP-1000은 177개 연료 집합체를 가진 더 국내적인 설계인 반면, CGN의 ACPR-1000은 157개 연료 집합체를 가진 더 유사한 복사본이다). 2014년 초, 통합 설계가 예비 설계에서 상세 설계로 진행되고 있다고 발표되었다. 발전량은 1150MWe이며, 설계 수명은 60년이고, 이중 격납 용기를 갖춘 수동 및 능동 안전 시스템의 조합을 사용할 것이다. CNNC의 177개 연료 집합체 설계는 유지되었다.
합병 후, 양사는 자체 공급망을 유지하며 화룽 1호의 버전은 약간 다를 수 있지만(CGN이 건설하는 장치는 ACPR1000의 일부 기능을 유지할 것임), 이 설계는 표준화된 것으로 간주된다. 부품의 약 85%는 국내에서 생산될 것이다.
화룽 1호의 발전량은 총 1170 MWe, 순 1090 MWe이며, 설계 수명은 60년이고, 이중 격납 용기를 갖춘 수동 및 능동 안전 시스템의 조합을 사용할 것이다. 18개월의 연료 교체 주기를 가진 177개 연료 집합체 코어 설계를 가지고 있다. 발전소의 가동률은 90%에 달한다. CNNC는 능동 및 수동 안전 시스템, 이중 격납 용기 및 기타 기술이 최고 국제 안전 표준을 충족한다고 밝혔다.
화룽 1호는 이제 이전의 모든 중국 원자로 설계의 대체품으로 널리 인식되며, 해외로 수출되었다.

#### 화룽 2호
중국핵공업집단공사는 2024년까지 화룽 2호라는 후속 버전을 건설하기 시작할 계획이다. 화룽 2호는 유사한 기술을 사용하는 더 경제적인 버전으로, 건설 기간을 5년에서 4년으로 단축하고, 비용을 kW당 17,000위안에서 13,000위안으로 약 4분의 1 절감할 것이다.

#### CAP1400 (궈허 1호)
2020년 9월, 중국 국가전력투자그룹은 웨스팅하우스 AP1000을 기반으로 한 설계를 더 광범위하게 배포하기 위해 출시했다. 이 설계는 궈허 1호라는 이름이 붙었다.
2023년 기준, 국무원은 하이양 3호 및 4호, 롄장 1호 및 2호, 산먼 3호 및 4호 등 6개의 CAP1000 건설을 허가했다. 공식적으로 산먼 3호는 2022년 6월, 하이양 3호는 2022년 7월에 건설이 시작되었다.

#### 4세대 원자로

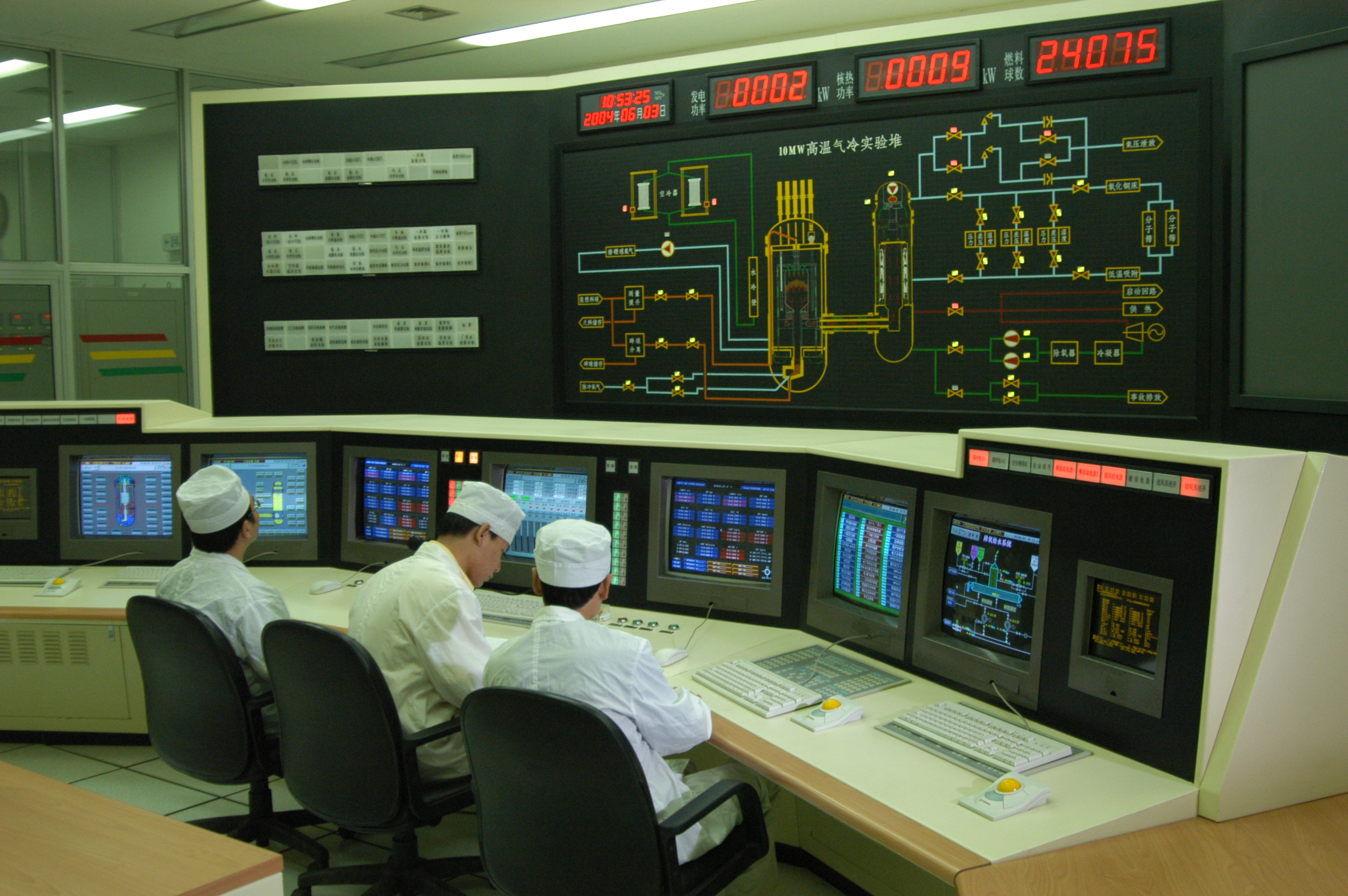
칭화대학교 HTR-10 원자로 제어실

중국은 여러 4세대 원자로 설계를 개발 중이다.
HTR-PM, 고온가스원자로는 건설 중이다. HTR-PM은 AVR 원자로의 후손이며, 초기 중국 HTR-10 원자로를 부분적으로 기반으로 한다.
나트륨 냉각 고속원자로인 CFR-600도 건설 중이다.

#### ACP100 소형 모듈형 원자로
2019년 7월, 중국핵공업집단공사는 기존 창장 원자력 발전소 북서쪽에 ACP100 소형모듈원자로 (SMR) 시범 건설을 연말까지 시작할 것이라고 발표했다. ACP100 설계는 2010년에 시작되었으며, 2016년 국제 원자력 기구의 독립 안전 평가를 통과한 최초의 SMR 프로젝트이다. 링롱 1호라고도 불리며, 내부 냉각 시스템을 갖춘 완전 통합형 원자로 모듈로, 2년의 연료 교체 간격을 가지며, 385 MWt 및 약 125 MWe의 전력을 생산하고, 수동 안전 기능을 통합하며, 지하에 설치할 수 있다.

## 원자력 발전소
틀:China nuke plant map

헤이허-텅충선 서쪽 (노란색으로 표시된 지역)에 원자로 냉각에 사용할 수 있는 물이 상대적으로 부족한 것이 전통적인 형태의 원자력 발전 개발에 제한 요소로 여겨진다.

중국의 대부분의 원자력 발전소는 해안에 위치하며 일반적으로 해수를 직접 일회 통과 냉각 순환에 사용한다. 뉴욕 타임스는 중국이 많은 원자력 발전소를 대도시 근처에 건설하고 있으며, 사고 발생 시 수천만 명의 사람들이 방사능에 노출될 수 있다는 우려가 있다고 보도했다.
중국의 이웃한 다야만과 링아오 원자력 발전소는 홍콩을 포함하여 75킬로미터 반경 내에 약 2800만 명의 사람들이 거주한다.

### 미래 프로젝트
후쿠시마 사고 이후 신규 발전소 승인 중단에 이어, 2012년 10월 국무원에서 채택한 목표는 2020년까지 60 GW, 건설 중인 발전소 30 GW였다. 2015년에는 2030년까지 원자력 발전 용량을 150 GW로 늘려 전체 전력의 약 10%를, 2050년에는 240 GW로 늘려 15%를 공급하는 것이 목표였다.
그러나 2016년부터 2018년까지 신규 건설 프로그램이 2년 이상 중단되면서 프로그램이 급격히 둔화되었다. 중국에서 AP1000 및 EPR 원자로 건설 지연과 AP1000 설계사인 미국 웨스팅하우스의 파산은 미래 방향에 대한 불확실성을 야기했다. 또한, 중국의 일부 지역은 현재 초과 발전 용량을 가지고 있으며, 중국 정부가 발전 부문을 점진적으로 자유화함에 따라 전력 가격이 원자력 신규 건설을 경제적으로 얼마나 유지할 수 있을지 불확실성이 커졌다.
2018년, Nuclear Engineering International 저널 분석에 따르면 2030년까지 90GWe의 목표 미달 용량이 가능할 것으로 예상된다.
2023년 기준, 중국은 52 GW의 원자력 발전 용량을 운영하고 있으며, 21 GW가 건설 중이다 (아래 표 참조).
블룸버그 뉴스는 2020년 전국인민대표대회가 연간 6~8기의 원자로 추가 건설을 지지했으며, 블룸버그는 이는 국내 화룽 1호 설계가 주도할 가능성이 높다고 보도했다. 2019년 중국은 2035년까지 200 GWe의 원자력 발전 용량이라는 새로운 목표를 설정했으며, 이는 예상 총 발전 용량 2600 GWe의 7.7%에 해당한다.

### IPP의 역할
최초의 주요 성공적인 상업 프로젝트는 다야만 원자력 발전소였으며, 이 발전소는 홍콩의 CLP 그룹이 25%를 소유하고 있으며 전력의 70%를 홍콩으로 수출한다. 이러한 수입은 홍콩 전력의 20%를 공급한다.
2020년 80GW 목표를 달성하는 데 필요한 자본을 확보하기 위해 중국은 5대 발전 기업에 원자력 프로젝트의 지분을 부여하기 시작했다.
- 화넝 그룹
- 화뎬 그룹 – 푸젠 푸칭 원자력 발전 프로젝트 2호 및 3호
- 다탕 그룹
- 중국전력투자그룹 – 장시 펑쩌 원자력
- 궈뎬 그룹

두 원자력 회사인 중국핵공업집단공사와 중국광핵집단 (CGNPG)과 마찬가지로, 5대 기업은 국무원국유자산감독관리위원회가 관리하는 국유 "중앙 기업" (中央企业)이다. 그러나 두 원자력 회사와 달리 이들은 홍콩에 상장 자회사를 두고 있으며, 화력, 수력 및 풍력 발전의 광범위한 포트폴리오를 보유하고 있다.

### 원자력 발전소 요약
| 원자력 발전소       | 가동 중인 원자로 | 가동 중인 원자로 | 건설 중인 원자로 | 건설 중인 원자로 | 계획 중인 원자로 | 계획 중인 원자로 | 총계 | 총계         |
| 원자력 발전소       | 개수             | 순 용량 (MW)     | 개수             | 순 용량 (MW)     | 개수             | 순 용량 (MW)     | 개수 | 순 용량 (MW) |
| ------------------- | ---------------- | ---------------- | ---------------- | ---------------- | ---------------- | ---------------- | ---- | ------------ |
| 바이룽              |                  |                  | 1                | 1,100            | 5                | 7,100            | 6    | 8,200        |
| 창장                | 2                | 1,202            | 3                | 2,400            | —                | —                | 5    | 3,602        |
| 다야만 (다야완)     | 2                | 1,888            | —                | —                | —                | —                | 2    | 1,888        |
| 팡청강              | 4                | 4,000            | —                | —                | 2                | 2,200            | 6    | 6,200        |
| 팡자산              | 2                | 2,024            | —                | —                | —                | —                | 2    | 2,024        |
| 푸칭                | 6                | 6,000            | —                | —                | —                | —                | 6    | 6,000        |
| 하이양              | 2                | 2,300            | 2                | 2,200            |                  |                  | 4    | 4,500        |
| 훙옌허              | 6                | 6,366            |                  |                  | —                | —                | 6    | 6,366        |
| 롄장                |                  |                  | 2                | 2,448            | 4                | 4,640            | 6    | 7,088        |
| 링아오              | 4                | 3,914            | —                | —                | —                | —                | 4    | 3,914        |
| 루펑 (산웨이)       | —                | —                | 2                | 2,200            | 4                | 4,400            | 6    | 6,600        |
| 닝더                | 4                | 4,072            | 1                | 1,018            | 1                | 1,018            | 6    | 6,108        |
| 펑쩌                | —                | —                | —                | —                | 2                | 2,200            | 2    | 2,200        |
| 친산                | 7                | 4,110            | —                | —                | —                | —                | 7    | 4,110        |
| 산아오              | —                | —                | 2                | 2,200            | 4                | 4,400            | 6    | 6,600        |
| 산먼                | 2                | 2,314            | 2                | 2,326            |                  |                  | 4    | 4,628        |
| 스다오만 (스다오완) | 1                | 200              | 3                | 4,134            | —                | —                | 4    | 4,334        |
| 타이산              | 2                | 3,320            | —                | —                | —                | —                | 2    | 3,320        |
| 타이핑링            | —                | —                | 2                | 2,232            | 2                | 2,200            | 4    | 4,432        |
| 톈완                | 6                | 6,080            | 2                | 2,200            | —                | —                | 8    | 8,280        |
| 시안닝              | —                | —                | —                | —                | 2                | 2,200            | 2    | 2,200        |
| 샤푸                | —                | —                | 2                | 1,000            | —                | —                | 2    | 1,000        |
| 쉬다바오            | —                | —                | 4                | 4,400            |                  |                  | 4    | 4,500        |
| 양장                | 6                | 6,120            | —                | —                | —                | —                | 6    | 6,120        |
| 장저우              | 1                | 1,100            | 3                | 3,300            | 2                | 2,200            | 6    | 6,600        |
| 총계                | 57               | 55,010           | 31               | 33,158           | 22               | 32,558           | 116  | 120,814      |

주어진 현장에서 여러 원자로가 가동 중/건설 중/계획 중인 경우, 주어진 용량은 해당 열에 적용되는 해당 현장의 모든 원자로에 대한 용량으로 이해해야 하며, 원자로당 수치는 아니다.

## 핵연료 주기
중국은 2041년경 베이산 근처에 고비 사막에 고준위 방사성 폐기물 (HLW) 저장소를 건설하는 것을 검토 중이다.
2010년대부터 중국은 핵연료 재처리에 진지한 노력을 기울이고 있다. 이러한 시설들은 명목상 민간용이지만, "중국 핵 재처리는 무기급 물질 비축을 초래할 것: 전문가"라는 언론 기사와 함께 기술의 이중 용도 적용 가능성에 대한 우려가 있다. 중국은 또한 친산 원자력 발전소의 가압 중수형 원자로에 재처리 우라늄 / 감손 우라늄 혼합물인 "천연 우라늄 등가물"의 사용을 개척했다. 한국에서 개척된 유사한 "DUPIC" 공정 (사용후 PWR 연료를 CANDU에 직접 사용)과 달리, 이 공정은 원자로급 플루토늄을 다른 용도로 별도로 회수하고, 중수형 원자로에는 사용후핵연료의 우라늄만 공급한다.

## 기업
중국의 국내 우라늄 시장은 중국 정책이 우라늄을 전략 자원으로 식별하고 일부 기업만 채굴을 허가하기 때문에 고도로 집중되어 있다.(p. 201) 중국의 민간 핵 산업과 광업은 주로 중국광핵집단과 중국핵공업집단공사에 집중되어 있으며, 이 두 국유 기업은 중화인민공화국 국무원에 보고한다.(p. 201)
중국핵공업집단공사는 1988년 국무원국유자산감독관리위원회 (SASAC)의 감독을 받는 국유기업으로 설립되었으며, 이전의 핵공업부를 기반으로 구성되었다.(p. 202) 중국 원자력 발전소의 유일한 수출국이다.(p. 202)
중국광핵집단은 1994년 중국광둥핵전력집단으로 설립되어 2013년에 현재 이름으로 변경되었다.(p. 202) 이 또한 SASAC의 감독을 받는다.(p. 202) 본사는 선전시에 있다.(p. 202) 2017년 현재, 중국광핵집단은 20개의 원자로를 관리한다.(p. 202)
- 국가원자력기술공사
- 중국핵국제우라늄공사

## 연구

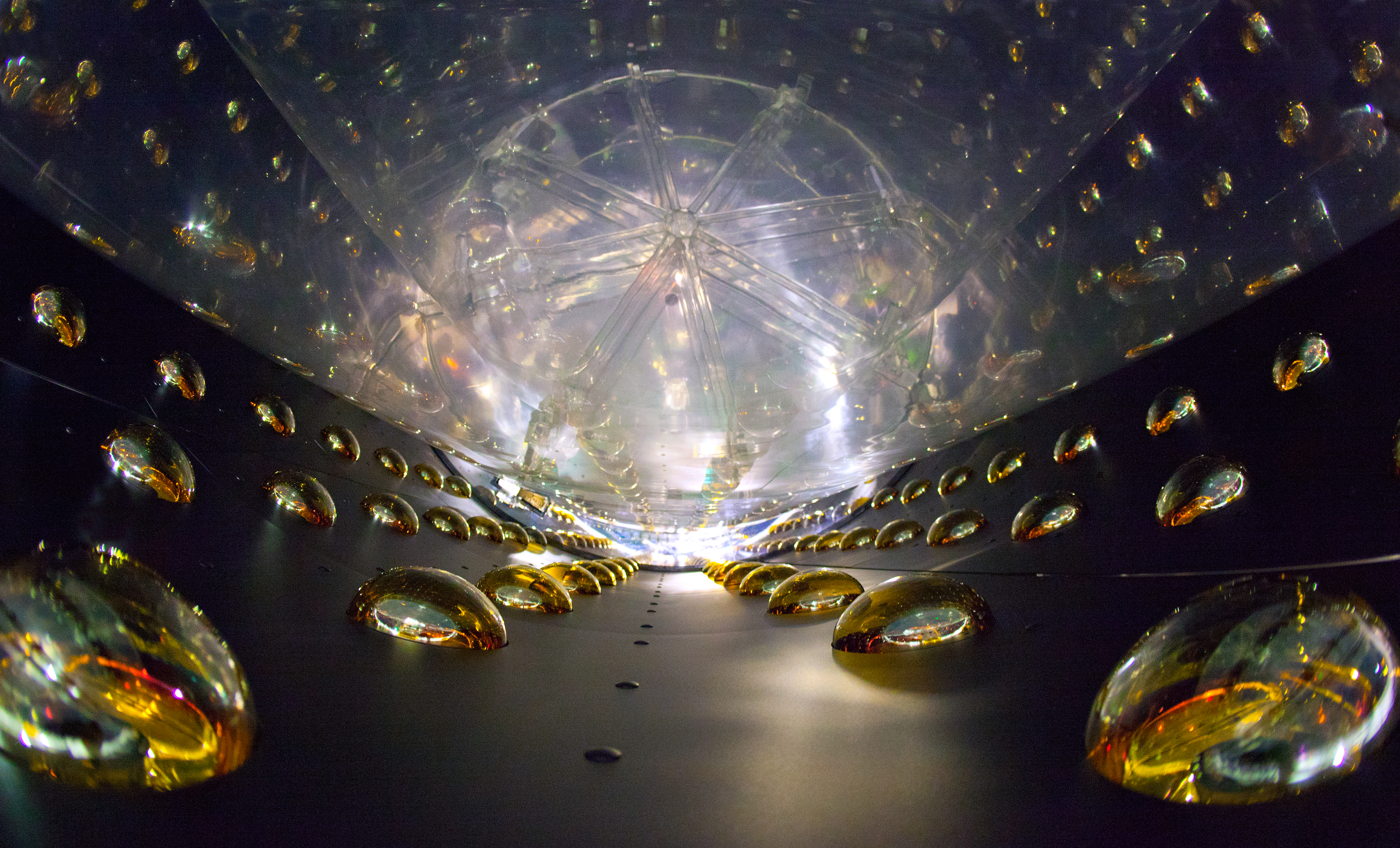
다야만 원자로 중성미자 실험

2011년 1월, 중국과학원은 냉각 공기를 사용하는 원자로 등 여러 발전을 이룰 TMSR 연구개발 프로젝트를 시작했다. 이 유형의 소형 프로토타입 원자로인 TMSR-LF1은 간쑤성에 민친현의 산업단지에 건설될 계획이었다. 2023년 6월에 10년 운영 허가가 발급되었다. 같은 해 10월에 처음으로 임계 상태에 도달했다. 2024년 6월에는 최대 출력(2MWt) 운전을 달성했으며, 10월에는 용융염에 토륨을 넣고 10일 동안 최대 출력으로 작동하여 프로탁티늄-233이 감지되었는데, 이는 성공적인 핵 증식을 나타낸다.
2019년 2월, 중국 국가전력투자그룹 (SPIC)은 지린성 바이산시 정부와 바이산 원자력 에너지 난방 시범 프로젝트에 대한 협력 협정을 체결했으며, 이 프로젝트는 중국핵공업집단공사 DHR-400 (지역 난방 원자로 400 MWt)을 사용할 예정이다.

## 대중의 반대
중국은 후쿠시마 원자력 사고 이후 더 많은 원자력 발전소를 건설하려는 야심찬 계획에 대해 시민들의 반발에 부딪혔다. 양쯔강 남쪽 강변에 건설 중인 원자력 발전소를 두고 "성간 논쟁"이 벌어졌다. 논란의 중심에 있는 발전소는 장시성 펑쩌현에 위치하며, 강 건너편의 안후이성 왕장현 정부는 프로젝트 중단을 요구하고 있다.
2013년 7월, 1,000명 이상의 사람들이 장먼 시청에서 원자력 발전소의 주요 공급 업체로 설계된 우라늄 처리 시설 건설 계획을 포기할 것을 요구하며 시위를 벌였다. 허산 핵 산업 단지는 우라늄 전환 및 농축 시설과 함께 연료 펠릿, 봉, 완성된 집합체 제조 시설을 갖출 예정이었다. 시위대는 발전소가 자신들과 미래 세대의 건강에 악영향을 미칠 것을 우려했다. 주말 시위가 계속되자 중국 관리들은 국영 프로젝트의 취소를 발표했다.
2014년까지 대중의 반대에 대한 우려로 인해 중국 규제 당국은 대중 및 언론 지원 프로그램을 개발하고, 개발자들은 현장 견학 및 방문자 센터를 포함한 홍보 프로그램을 시작했다.
2020년 블룸버그 뉴스는 대중의 반대로 인해 내륙 강변 지역의 원자력 발전소 건설이 중단되었고, 2013년 광둥성의 핵연료 공장이 취소되었다고 보도했다.

## 같이 보기
- 중화인민공화국의 전력 부문
- 중국의 에너지 정책
- 상업용 원자로 목록 § 중국
- 나라별 원자력 발전
- 원자력 정책
- 전략 우라늄 비축량